# Eric-Longden
Eric-Longden war eine britische Automobilmarke aus der Zeit von 1922 bis 1927, benannt nach dem Australier Eric Longden. Hersteller war die Air Navigation & Engineering Company Ltd. aus Addlestone (Surrey). Schwestermarke aus gleichem Hause war Blériot-Whippet mit dem Modell Blériot-Whippet.
1922 erschienen gleich vier Modelle: Der Eric-Longden 8 hp besaß, wie der größere Eric-Longden 10 hp einen V2-Motor. Der des 8 hp war seitengesteuert und hatte 1,0 l Hubraum, während der des 10 hp obengesteuert war und 1,1 l Hubraum besaß. Daneben gab es noch zwei seitengesteuerte Vierzylindermodelle, den Eric-Longden 9 hp mit ebenfalls 1,1 l Hubraum und den Eric-Longden 11 hp mit 1,3 l Hubraum. Beide Vierzylinder besaßen einen Radstand von 2489 mm.
Im Laufe des Jahres 1923 erhielt der 11 hp einen geringfügig kleineren Motor mit 1,25 l Hubraum und einen auf 2540 mm verlängerten Radstand. Ab 1924 war er das einzige Modell der Marke.
1927 verschwand Eric-Longden vom Markt.

## Modelle
| Modell | Bauzeitraum | Zylinder | Hubraum  | Radstand |
| ------ | ----------- | -------- | -------- | -------- |
| 8 hp   | 1922        | 2 V      | 974 cm³  |          |
| 9 hp   | 1922–1923   | 4 Reihe  | 1074 cm³ | 2489 mm  |
| 10 hp  | 1922        | 2 V      | 1081 cm³ |          |
| 11 hp  | 1922–1923   | 4 Reihe  | 1320 cm³ | 2489 mm  |
| 11 hp  | 1923–1927   | 4 Reihe  | 1261 cm³ | 2540 mm  |